# Ludwig Maurer
Ludwig Maurer (11 dicembre 1859 – 10 gennaio 1927) è stato un matematico tedesco.
Fu professore presso l'Università di Tubinga ed è noto soprattutto per aver contribuito allo studio dei gruppi di matrici.